# NGC 2782
NGC 2782 = Arp 215 ist eine aktive Balken-Spiralgalaxie mit hoher Sternentstehungsrate vom Hubble-Typ SBa im  Sternbild Luchs am Nordsternhimmel. Sie ist schätzungsweise 113 Millionen Lichtjahre von der Milchstraße entfernt und hat einen Durchmesser von etwa 85.000 Lichtjahren.
Im selben Himmelsareal befindet sich u. a. die Galaxie NGC 2785.
Halton Arp gliederte seinen Katalog ungewöhnlicher Galaxien nach rein morphologischen Kriterien in Gruppen. Diese Galaxie gehört zu der Klasse Galaxien mit angrenzenden Schleifen.
Das Objekt wurde am 18. März 1787 von dem deutsch-britischen Astronomen Wilhelm Herschel entdeckt.